# Mauna hemixantharia
Mauna hemixantharia är en fjärilsart som beskrevs av Felder 1868. Mauna hemixantharia ingår i släktet Mauna och familjen mätare. Inga underarter finns listade i Catalogue of Life.